# Austern (Lebensmittel)

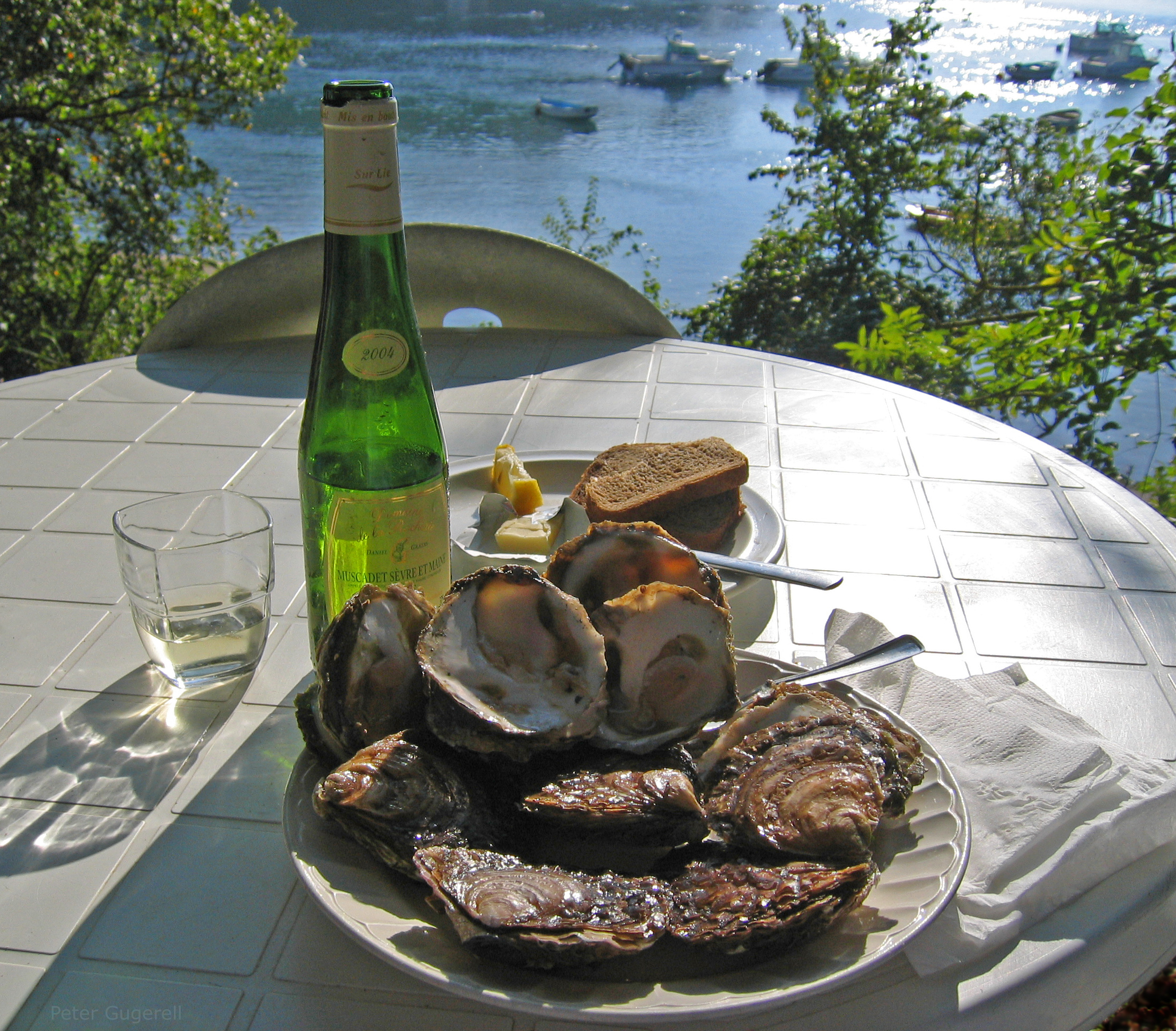
Bélon-Austern am Bélon (Fluss)

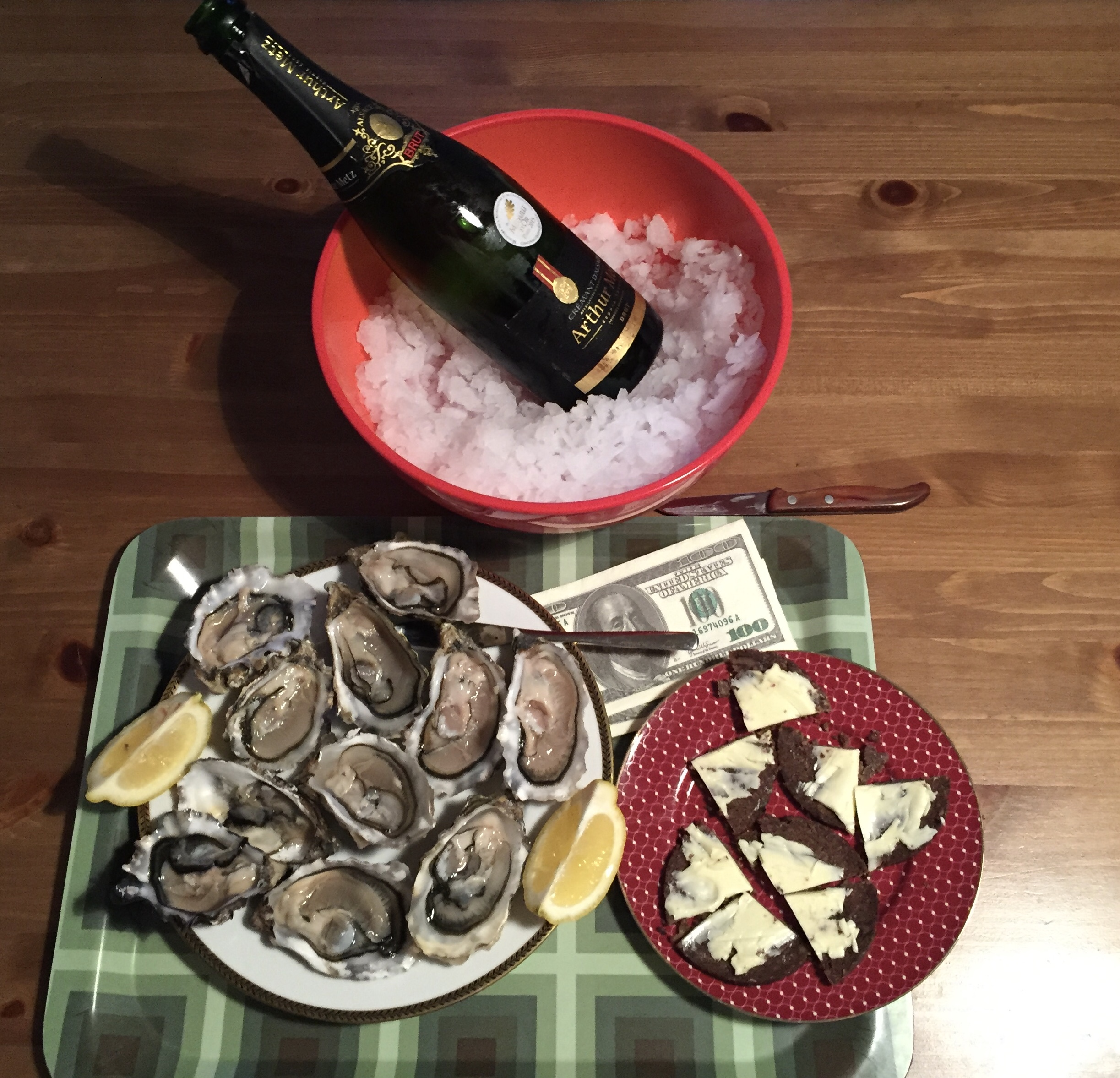
Pazifische Felsenaustern

Austern (Ostreidae) ist die Bezeichnung für mehrere essbare Arten von Muscheln. Alle Arten gehören zur Familie der Austern. Kulinarisch zählen sie zu den Meeresfrüchten.

## Allgemeines
Die mit Abstand größte Menge an Austern wird im Fernen Osten verzehrt. Dort werden sie so gut wie immer gegart. Durch das enorme Angebot sind Austern im Vergleich zu Europa relativ preiswert und werden gerne konsumiert. Sie werden in Asien und Amerika meist in kulinarisch zubereiteter Form verspeist.
Auch in Europa gab es früher große Austernbestände, diese Muscheln galten vor allem in Küstengebieten als relativ alltäglich. Speisen wie „Sauerkraut mit Austern-Ragout und Rheinwein“ galten als normal. Heute sind Austern in Europa sehr viel seltener. Sie gelten in Deutschland als kostbare Delikatesse und werden meist roh geschlürft. In Frankreich hingegen gelten sie weiterhin als Grundnahrungsmittel und sind erheblich preiswerter. Bedingt durch eine Austernkrankheit im Jahre 2008, die insbesondere die französischen Austernbänke ganz erheblich dezimierte und damit die Ernte über Jahre beeinträchtigt, sind die Preise seit 2008 drastisch gestiegen, fallen inzwischen jedoch wieder deutlich.
Der Konsum von Austern wird vom WWF als unbedenklich bzw. zu bevorzugen eingestuft im Hinblick auf die Bestände und nachhaltige Zuchtmethoden.

## Geschichte

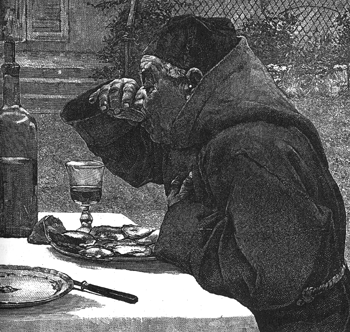
La Capucin Gourmand von C.G. Hellque, 1884

Austern wurden schon immer, oft und gerne von Menschen konsumiert. Sie konnten in der Gezeitenzone problemlos und gefahrlos eingesammelt werden. In Europa wurden sie üblicherweise roh verspeist, während die frühzeitlichen Indianer Amerikas die Austern über Feuer garten.
In der griechischen Antike wurden Austern als Delikatesse sehr geschätzt. Die „aus dem Schaum des Meeres geborene“ Liebesgöttin Aphrodite wurde mit der Auster in Verbindung gebracht. Dies führte zum Mythos von der aphrodisierenden Wirkung der Austern, der bis heute nachwirkt. Eine der frühesten bekannten Erwähnungen von Austern in der Literatur stammt von Matron von Pitane.
Auch im antiken Rom waren Austern sehr beliebt und durften bei festlichen Anlässen nicht fehlen. Aus dieser Zeit erreichen uns auch die ersten Berichte von Austern-Völlerei. Kaiser Vitellius soll bei einem Mahl 1.000 Austern verschlungen haben. Exzessiver Austernkonsum blieb die folgenden 2.000 Jahre ein beliebtes Vergnügen. Da Austern einen sehr geringen Brennwert haben, können tatsächlich sehr große Mengen verzehrt werden, wobei aber trotzdem viele der historischen Berichte übertrieben sein dürften.
Auch Gaius Iulius Caesar schätzte Austern sehr. In Rom überstieg die Nachfrage nach ihnen das Angebot, daher wurden größere Mengen – mit Schnee gekühlt – aus Gallien und Britannien importiert.
Ab dem Mittelalter sind die Berichte über kulinarische Austern zwiespältig. Einerseits scheinen sie Menschen in den Küstenregionen als billiges Nahrungsmittel gedient zu haben, andererseits galten sie in aristokratischen Kreisen als kostbare Spezialität. Auch hier finden sich wieder Berichte über Völlerei. Der englische König Heinrich IV. soll 400 Austern geschlürft haben, als Vorspeise vor einem mehrgängigen Menü.

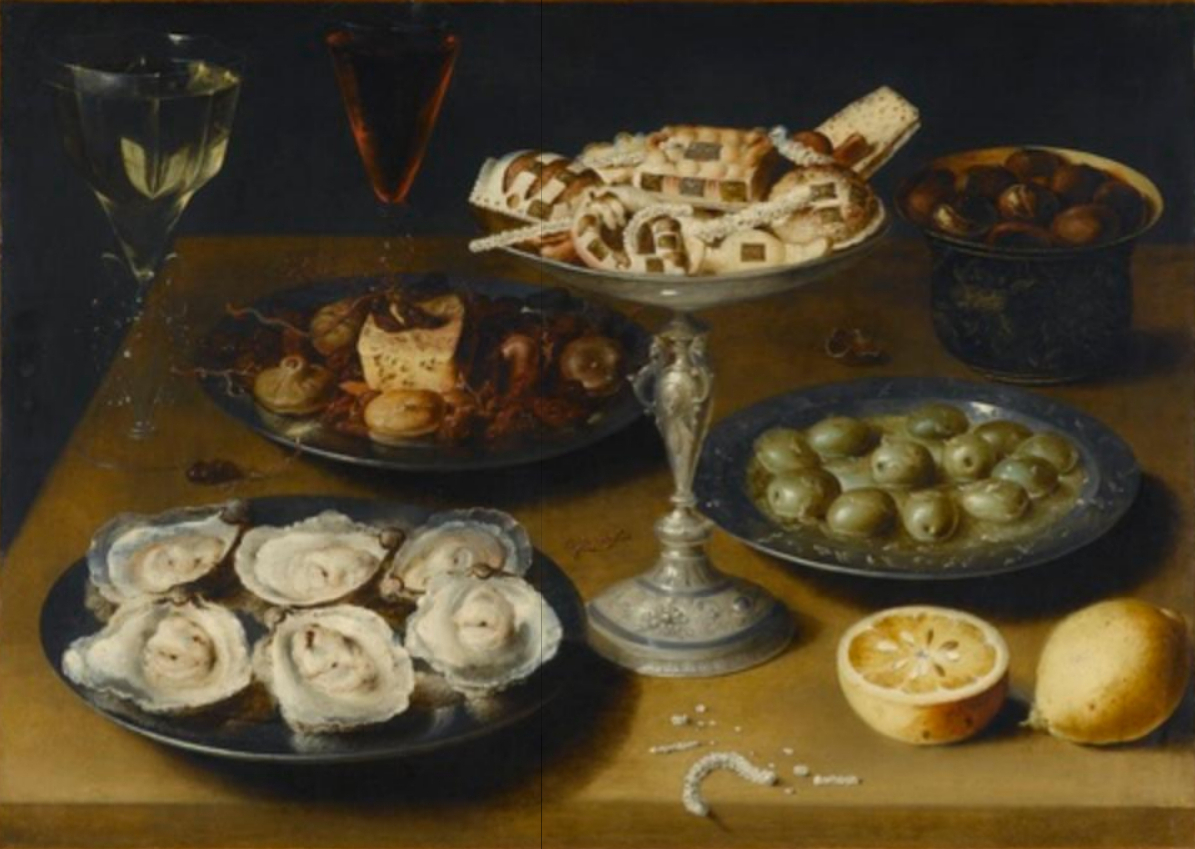
Stillleben mit Austern

In der Neuzeit blieb die Liebe zu Austern zunächst ungebrochen, der Konsum stieg und erreichte in den Jahrzehnten vor dem Ersten Weltkrieg, in der Belle Époque, seinen Höhepunkt. Zu dieser Zeit setzte aber durch Bevölkerungswachstum und Industrialisierung eine zunehmende Gewässerverschmutzung ein. Am 10. November 1902 erkrankten in England bei zwei verschiedenen Banketten die Teilnehmer durch den Verzehr von Austern, vier Menschen starben. Dies führte zu einem drastischen Rückgang der Nachfrage nach Austern. Im Lauf des 20. Jahrhunderts kam es in England immer wieder zu Austernvergiftungen, der Konsum ging in der Folge gegen Null. Erst 1993 wurden EU-Verordnungen hinsichtlich der Hygiene bei Austern erlassen.
Ebenfalls um 1900 trat das Problem der Gewässerverschmutzung auch in Frankreich auf. Ab 1939 wurden sehr strenge Bestimmungen zum Schutz der Konsumenten erlassen, die im Prinzip auch heute noch gelten, und deren Einhaltung streng kontrolliert wird. Austernzuchten in stark belasteten Gebieten – zum Beispiel in Marseille und Concarneau – mussten auf behördliche Anordnung eingestellt werden. Ebenfalls wegen Gewässerverschmutzung ist die Austernkultivierung im Mittelmeer fast zum Erliegen gekommen.
Die Nachfrage nach Gourmet-Austern ist in Frankreich (wo sie insbesondere in der Nähe der Zuchtgebiete bis heute zu einem Bruchteil der in anderen Regionen Europas verlangten Preise zu erwerben sind) hoch geblieben, in den meisten übrigen Ländern Europas ist sie aber im Verlauf des 20. Jahrhunderts zurückgegangen oder ganz zum Erliegen gekommen. Millionen Europäer haben noch nie Austern gegessen. Im Gegensatz dazu erfreuen sich Austern in Asien stetig steigender Beliebtheit. Konserviertes Austernfleisch aus dem asiatischen Raum wird mittlerweile auch in Europa preisgünstig angeboten.

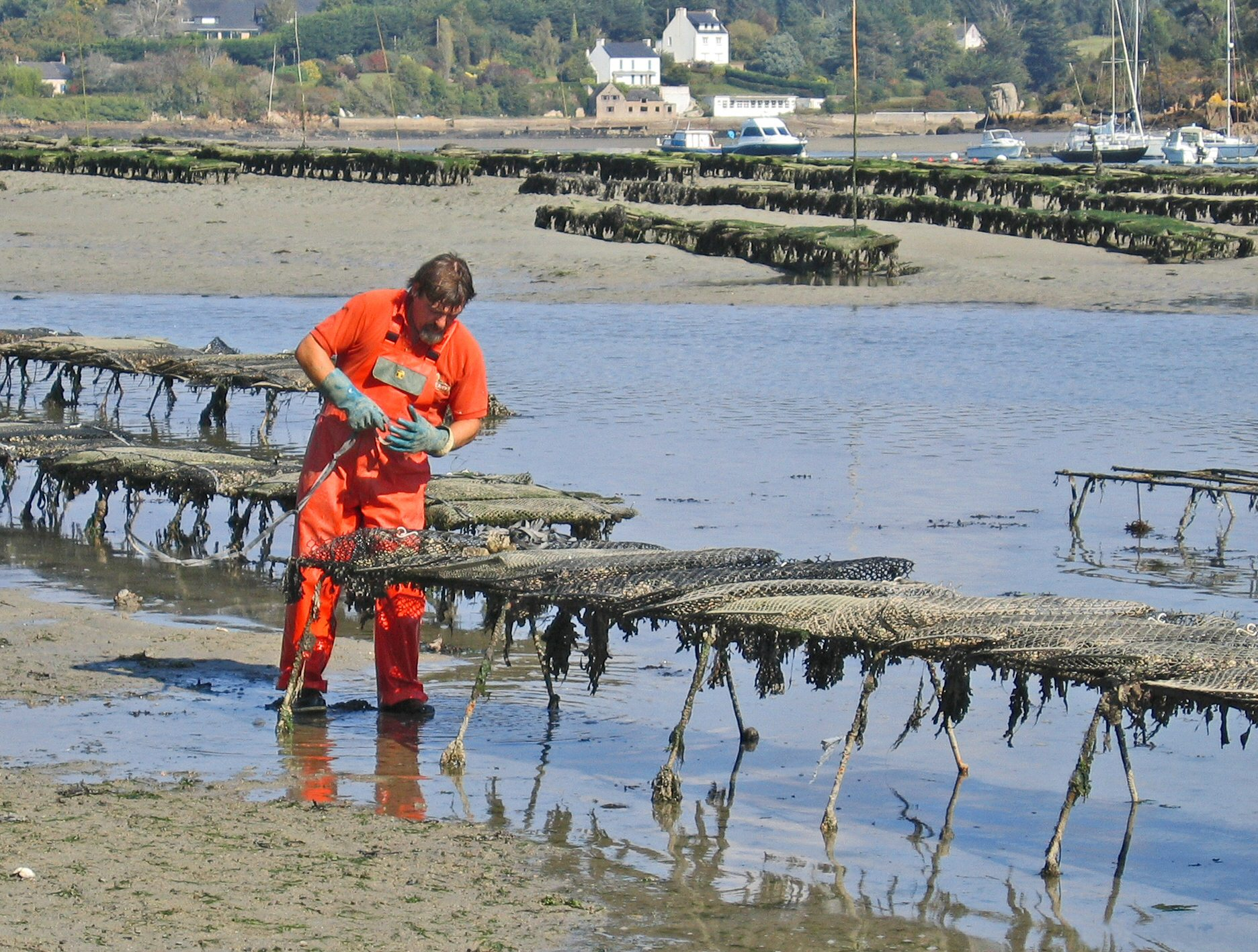
Austernzucht

## Austern und Gesundheit
| Proteine      | 9,0 g  |
| Kohlenhydrate | 4,8 g  |
| Fett          | 1,2 g  |
| Kalium        | 265 mg |
| Phosphor      | 161 mg |
| Natrium       | 110 mg |
| Zink          | 42 mg  |
| Kalzium       | 22 mg  |
| Magnesium     | 19 mg  |
| Eisen         | 3,1 mg |
| Kupfer        | 0,9 mg |

Austern gelten als gesundheitsfördernd. Der Brennwert ist mit 272 kJ (65 kcal) pro 100 g gering; daher sättigen Austern kaum und werden gerne als Vorspeise gereicht. Austern enthalten wenig Fett und Kohlenhydrate, dafür aber die Vitamine A, B1, B2, B3, B12, D und E. Weiter finden sich im Austernfleisch viele Mineralstoffe.

### Gefahren
Der Verzehr toter roher Austern kann zu einer Vergiftung führen. Daher wird beim Verzehr darauf geachtet, dass sie beim Öffnen noch leben – erkennbar an der fest geschlossenen Schale vor dem Öffnen sowie dem sich beim Beträufeln mit Zitrone oder Berührung mit dem Messer zurückziehenden Rand. Austern akkumulieren Umweltgifte; es ist daher vorgeschrieben, die Gewässer rund um die Austernzuchten diesbezüglich regelmäßig zu kontrollieren. Das Einsammeln wilder Austern außerhalb kontrollierter Gewässer ist mit einem Risiko verbunden. Prinzipiell können Austern die Bakterienart Vibrio vulnificus enthalten, die bei Menschen mit geschwächtem Immunsystem oder Vorerkrankungen wie chronischen Lebererkrankungen zu einer Lebensmittelinfektion führen kann.

### Angebliches Aphrodisiakum
Schon seit der Antike wird der Auster eine aphrodisierende Wirkung zugeschrieben; in der griechischen Mythologie ist die Liebesgöttin Aphrodite einer Auster entsprungen. Auch Giacomo Casanova schwor auf die geheimnisvolle Muschel, er schlürfte nach eigenen Angaben 50 Austern pro Tag, um seine Manneskraft zu stärken. Wissenschaftlich betrachtet ist eine aphrodisierende Wirkung nicht nachzuweisen, das Schlürfen von Austern kann aber eine starke Placebowirkung hervorrufen.

## Einkauf und Lagerung

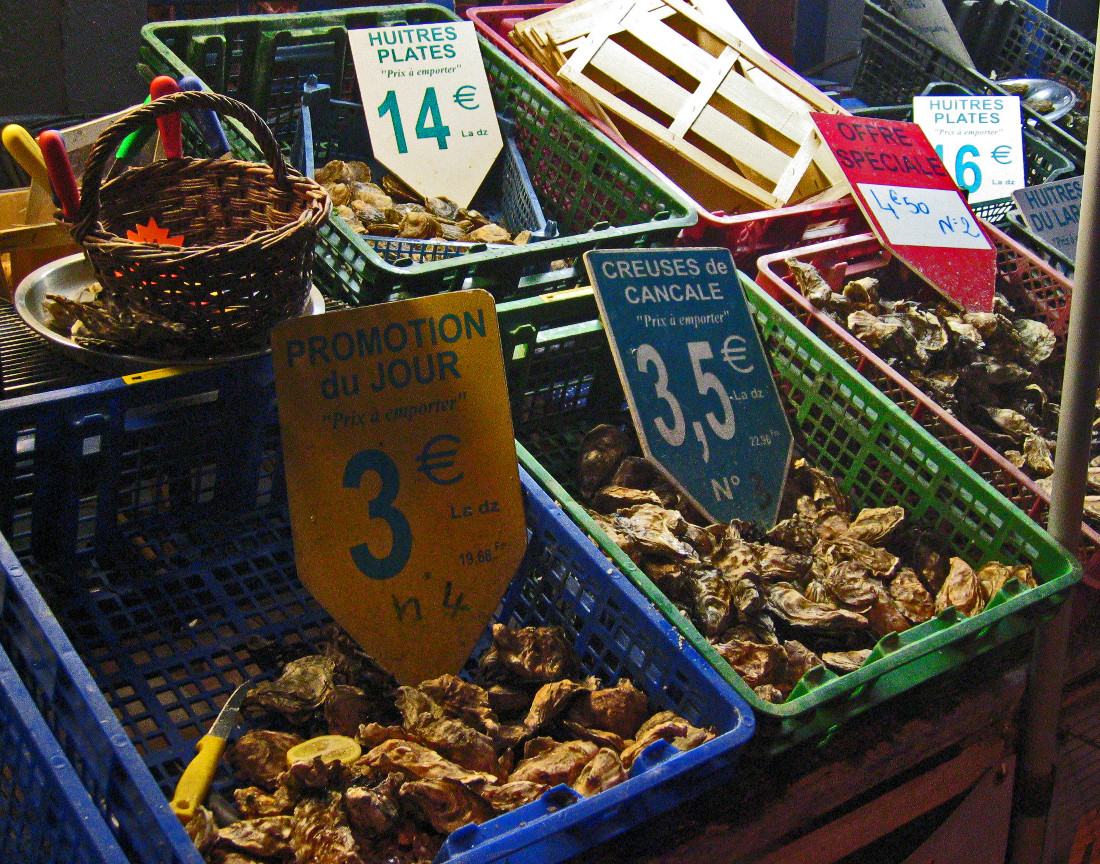
Austernmarkt in Cancale, Frankreich

Das Wichtigste beim Einkauf von Austern ist deren Frische. In Küstengegenden mit Austernzucht ist das kein Problem. Im Binnenland mittlerweile auch nicht, da sich in Europa ein effizienter und rascher Delikatessen-Großhandel etabliert hat. Im deutschsprachigen Raum kommen die Austern meist aus Frankreich, und fast immer handelt es sich um die Pazifische Felsenauster (Crassostrea gigas).
Die Schale der Austern schließt sehr dicht, die Tiere können bis zu 14 Tage außerhalb des Wassers leben, ohne auszutrocknen. Eine Haltbarkeit von bis zu 11 Tagen nach Entnahme aus dem Meerwasser ist möglich. Das Datum, an dem die Auster aus dem Wasser und in den Handel kam, muss entsprechend der Verordnung (EG) Nr. 853/2004 bei jeder Austernsendung mitgeliefert werden. Es ist an der Verkaufsverpackung angebracht oder kann beim Kauf unverpackter Austern erfragt werden; der Einzelhändler hat die Angaben 60 Tage lang aufzubewahren.
Austern leben beim Kauf noch und sind hoch verderblich. Sie sollten bei einer Temperatur zwischen 2 °C bis 7 °C mit der konkaven Seite nach unten gelagert werden. Sie können außerdem in ein feuchtes Tuch eingeschlagen werden. Unter keinen Umständen sollen Austern in Wasser gelagert werden. In Süßwasser sterben sie binnen kurzer Zeit ab. Würde eines der Tiere sterben, so könnte es die anderen infizieren. Auch dürfen Austern nicht in verschlossenen Plastiktüten gelagert werden, weil sie sonst ersticken.
Austern können tiefgekühlt werden. Das tötet die Tiere, sie bleiben aber bis zu drei Monate genussfähig. Nach dem Auftauen müssen sie unverzüglich verarbeitet (gegart) werden, vom rohen Verzehr ist abzuraten.

## Handelsnamen
Der Handelsname der Austern sagt nichts über ihre Qualität, sondern ausschließlich über ihre Herkunft aus. Qualitätsmerkmale können daraus nur subjektiv hergeleitet werden.
Huîtres de parc werden außerhalb Frankreichs üblicherweise nicht angeboten. Das sind Austern, die nicht in einem Klärbecken (franz.: claire) veredelt worden sind, sondern direkt aus dem Austernpark in den Versand kommen. Sie schmecken nach Meinung mancher Gourmets nicht „rein“ genug.

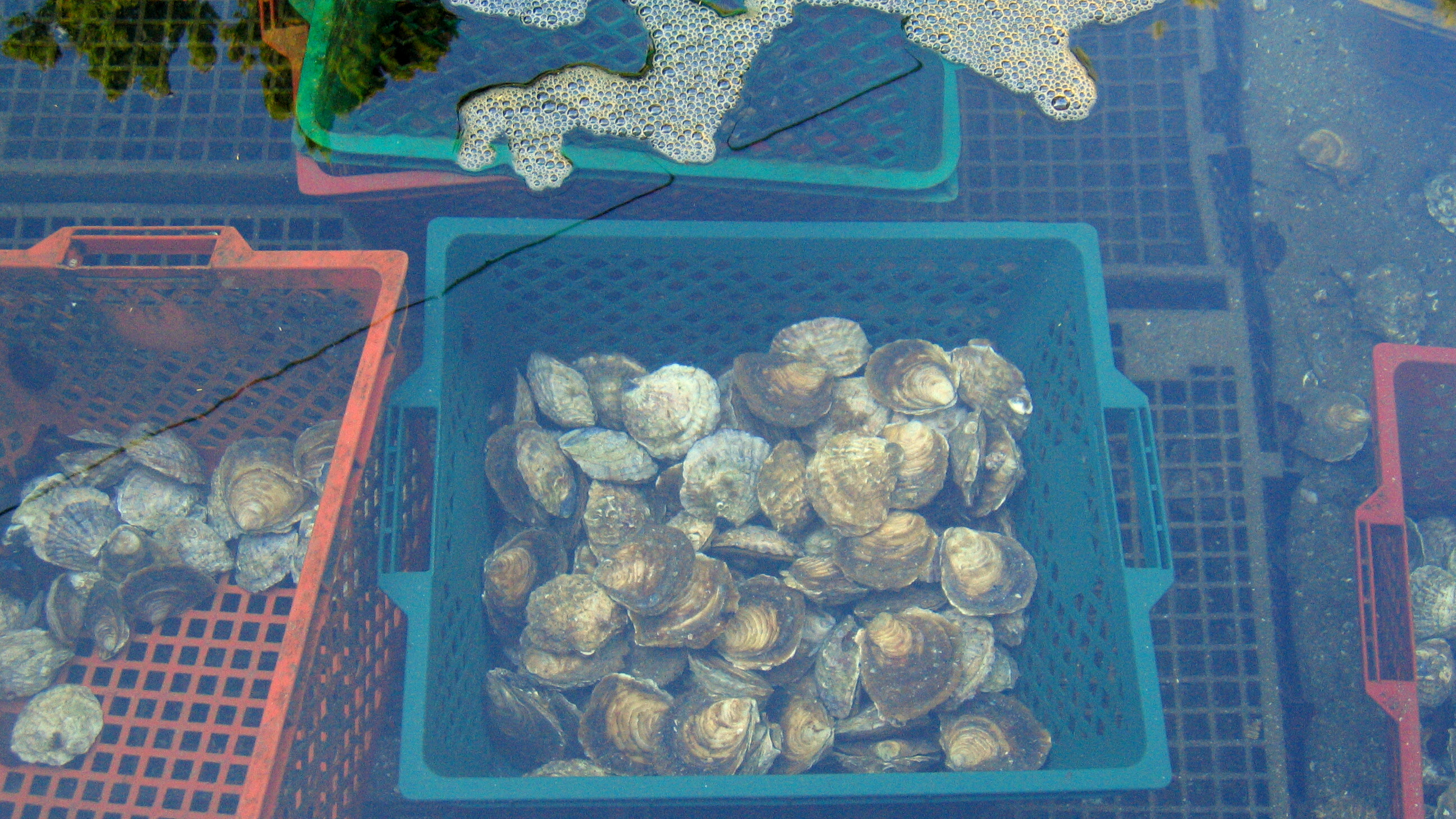
Europäische Austern im Klärbecken (claire)

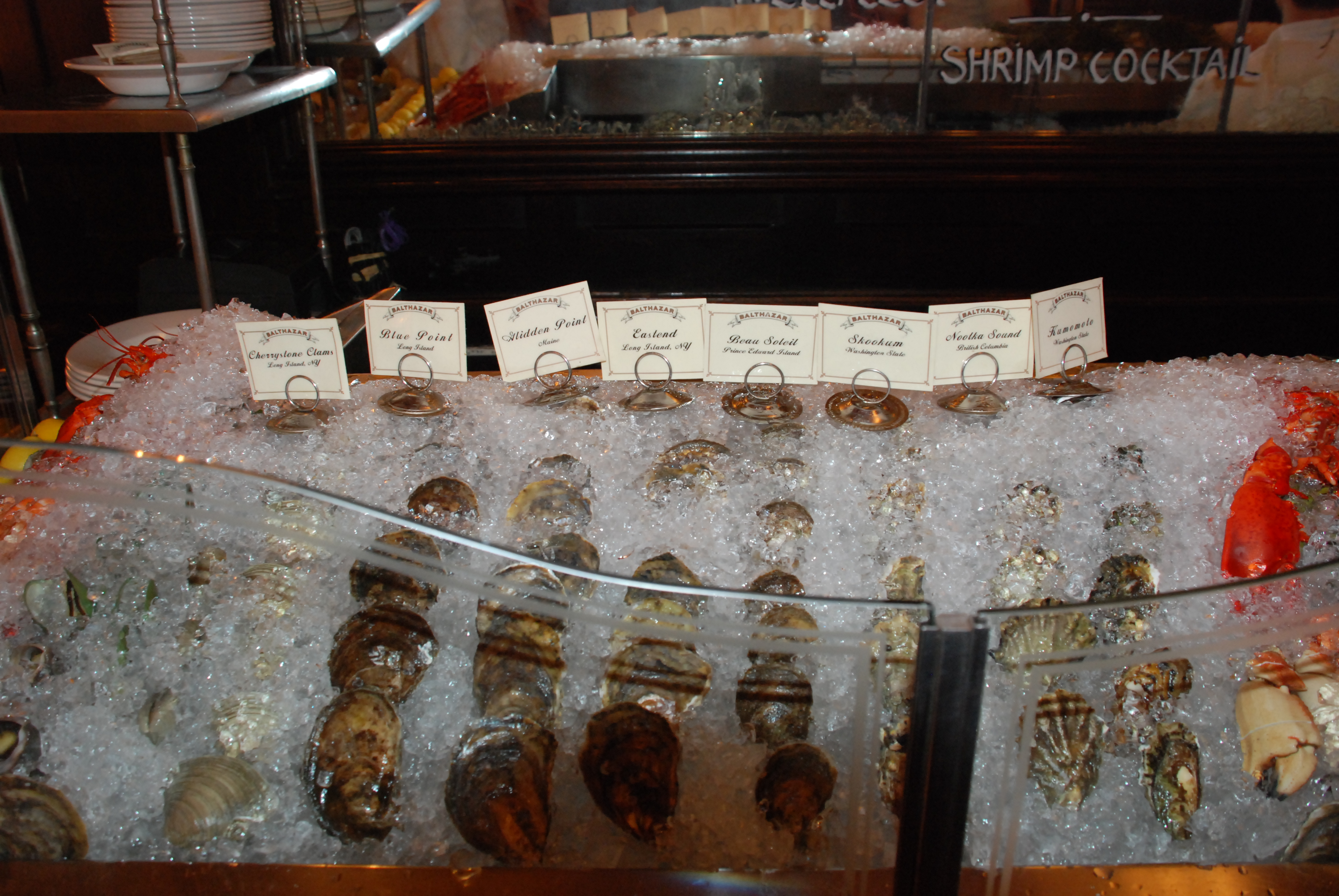
Amerikanische Austern im Restaurant Balthazar in New York

Fines de claire ist die Standardqualität. Diese Austern haben mehrere Wochen lang in sauberen Klärbecken gelegen und haben einen reinen Geschmack. Sie schmecken immer salzig, immer auch etwas nach Zitrone und manchmal auch nach Seetang.
Spéciales de claire haben noch länger in noch größeren Klärbecken gelegen. Sie gelten unter Kennern als besonders delikat; der sehr „reine“ Geschmack kann allerdings auch als langweilig empfunden werden.
Huîtres sauvages sind besonders große Austern. Sie eignen sich meist nicht zum Schlürfen und sind zum Kochen vorgesehen.
Marennes-Oléron sind Austern aus dieser französischen Region am Atlantik, sie gelten als überdurchschnittlich gut. Sie riechen und schmecken nach Meer und sind oft an der ausgeprägt grünen Farbe des Fleisches zu erkennen.
Gillardeau-Austern gelten als besonders wertvoll und teuer. Obwohl Meeresfrüchte normalerweise ohne Angabe des Erzeugers vermarktet werden, hat sich Gérard Gillardeau als Austernzüchter einen Namen gemacht. Seine Austern entsprechen qualitativ den „spéciales de claire“ und werden entweder als besonders „rein“ oder als besonders langweilig empfunden.
Bélon-Austern gelten für viele Liebhaber als der Gipfel der Genüsse. Statt der oben beschriebenen Pazifische Felsenauster (franz.: huître creuse), ist die „Bélon“ eine Europäische Auster (franz.: huître plate). Diese, im Gegensatz zur anderen genannten Art, nicht an Felsen, sondern im Schlick lebende „platte“ Rarität – benannt nach dem gleichnamigen Fluss Bélon in der Bretagne – schmeckt sehr subtil und leicht nussig. Sie ist teurer als die meisten anderen Austernarten.
Pied de cheval sind besonders große Europäische Austern. Sie können trotzdem meist geschlürft werden und gelten als rare und teure Spezialität.
Andere, eher seltene Bezeichnungen sind für die Pazifische Felsenauster „Cancale“ und „Rivière d’Etel“ (Frankreich), „Oostende“ (Belgien), „Sylter Royal“ (Deutschland) und „Loch Fyne“ (Schottland). Die seltene Europäische Auster firmiert auch unter den Bezeichnungen „Imperiales“ und „Zeeland“ (Niederlande), „Colchester“ (England) und „Galway“ (Irland). Bei den Amerikanischen Austern genießt die „Bluepoint“ (Connecticut) einen guten Ruf.

## Größen

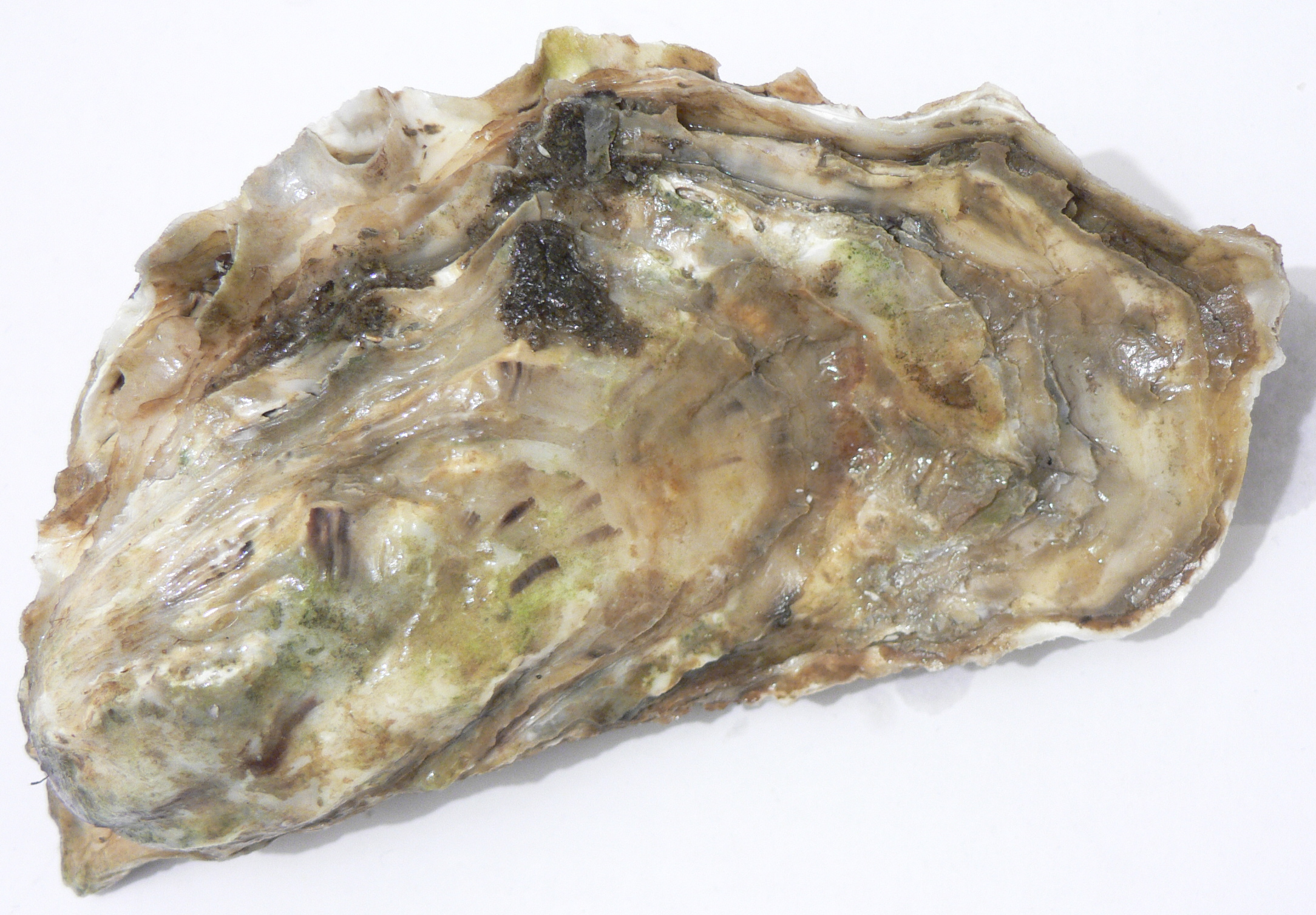
Pazifische Felsenauster

Ähnlich wie bei den Papierformaten ist die Auster umso größer, je kleiner die Nummer ist. Eine „Nr. 2“ ist also größer als eine „Nr. 3“, diese beiden Größen eignen sich gut zum Schlürfen. Kleinere Exemplare sind besser zum Schlürfen geeignet als große. Sehr große und sehr kleine Austern sind nur zum Kochen geeignet.
| Bezeichnung | Gewicht   |
| ----------- | --------- |
| Nr. 0       | ca. 150 g |
| Nr. 1       | ca. 125 g |
| Nr. 2       | ca. 100 g |
| Nr. 3       | ca. 75 g  |
| Nr. 4       | ca. 60 g  |
| Nr. 5       | ca. 50 g  |

| Bezeichnung     | Gewicht |
| --------------- | ------- |
| Très Grand (TG) | > 150 g |
| Grand (G)       | 75–99 g |
| Moyen (M)       | 50–74 g |
| Petit (P)       | < 50 g  |

| Bezeichnung | Gewicht |
| ----------- | ------- |
| Nr. 00000   | 150 g   |
| Nr. 0000    | 120 g   |
| Nr. 000     | 110 g   |
| Nr. 00      | 100 g   |
| Nr. 0       | 90 g    |
| Nr. 1       | 75 g    |
| Nr. 2       | 60 g    |
| Nr. 3       | 50 g    |
| Nr. 4       | 40 g    |

| Bezeichnung | Gewicht   |
| ----------- | --------- |
| 0000000     | 100–125 g |
| 000000      | 90–95 g   |
| 00000       | 80–85 g   |
| 0000        | 70–75 g   |
| 000         | 60–65 g   |
| 00          | 50–55 g   |

## Öffnen
Kontrolle: Vor dem Öffnen muss überprüft werden, ob die Schalen fest geschlossen sind. Ist dies nicht der Fall, so ist die Auster bereits tot. Der Verzehr roher toter Austern kann zu einer Lebensmittelvergiftung führen. In Restaurants ist der diesbezügliche Qualitätsstandard aber heute so hoch, dass Austernvergiftungen fast nicht mehr vorkommen. Spätestens am üblen Geruch kann man erkennen, dass die Auster ungenießbar ist.
Zubehör:

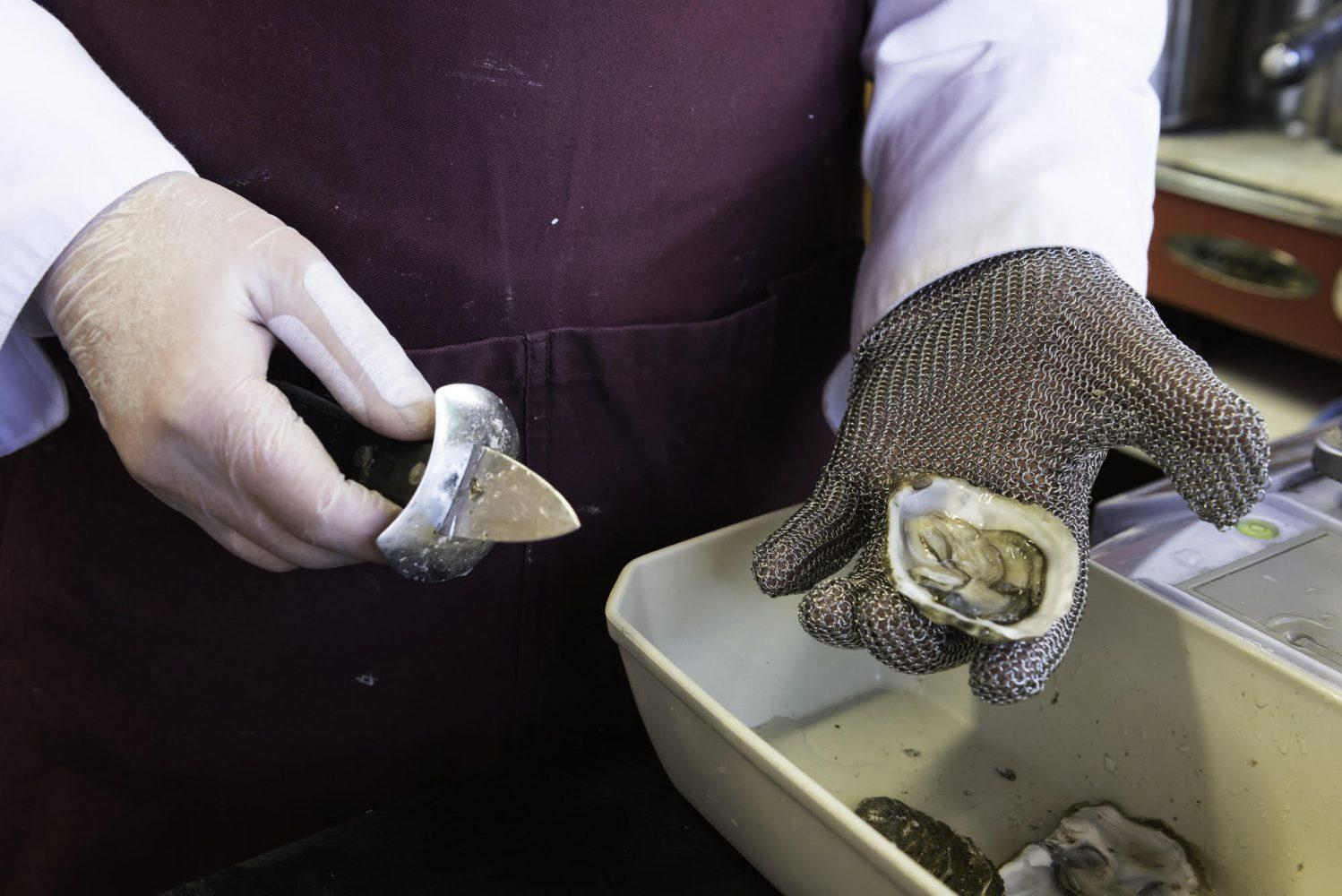
Austernmesser und Kettenhandschuh sowie eine geöffnete Auster

Das Öffnen von Austern erfordert Kraft und Geschick. Austern lassen sich wesentlich leichter öffnen, wenn man sie circa eine Stunde vor dem Öffnen aus der Kälte holt. Sie sollten beim Öffnen nicht kühlschrankkalt sein. Jene Hand, die die Auster hält, sollte durch einen guten Handschuh, zumindest aber durch ein Tuch, geschützt sein. Ideal sind Kettenhandschuhe aus Stahlgewebe, die im Fachhandel erhältlich sind. Eine Studie des französischen Institut de veille sanitaire aus dem Jahr 2013 ermittelte die Zahl von jährlich ca. 2.000 Verletzungen, die in Frankreich beim Austernöffnen geschehen. In 7 % der Fälle ist ein Gang in die Notaufnahme erforderlich; knapp ein Drittel aller Unfälle dieser Art ereignet sich jeweils im Dezember, vorwiegend in den Tagen um Weihnachten und Silvester. Zum Öffnen ist unbedingt ein spezielles Austernmesser erforderlich; normale Küchenmesser können leicht brechen und zu Verletzungen führen. Austernmesser sind in Deutschland recht teuer, während sie in Frankreich für nur wenige (teilweise um die zwei) Euro gehandelt werden und nicht selten mit einem Korb Austern mitgeliefert werden.

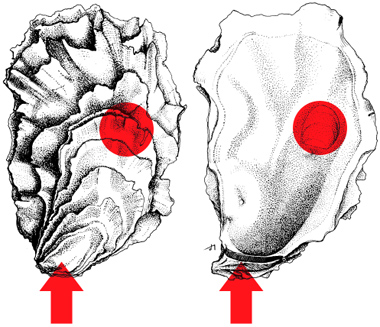
Lage des Scharniers (Pfeil) und des Schließmuskels (Punkt)

Öffnen: Beim Öffnen wird erstens die Schale geknackt und zweitens der obere Schließmuskel durchtrennt. Dazu wird die Auster so gehalten oder auf eine Unterlage gelegt, dass die bauchige Schale unten ist und das Scharnier zum Körper zeigt. Der Angriff auf die Schale erfolgt nach einer verbreiteten Methode am Scharnier, dieses liegt am spitz zulaufenden Ende der Auster (roter Pfeil in der rechten Abbildung). Hierzu benötigt man ein Austernmesser mit langer spitzer Klinge, wie abgebildet. Nach dem kraftvollen Eindringen in das Scharnier werden die Schalen durch Drehen des Messers aufgespreizt. Dann wird der obere Schließmuskel durchtrennt, tunlichst ohne das Fleisch der Auster zu verletzen. Auch ist darauf zu achten, dass keine Verunreinigungen aus dem Austernausgang in das Austernfleisch gelangen. Nach einer anderen Methode wird die Auster von der Seite her aufgebrochen. Die hierzu verwendeten Messer haben eine relativ breite Klinge. Die hierzu in Deutschland angebotenen Messer haben jedoch häufig eine so dicke Klinge, dass sich diese kaum zwischen die Schalenhälften schieben lässt. Es besteht deshalb die Gefahr, dass die Austernschale splittert und die Splitter in die Auster gelangen.
Der Schließmuskel befindet sich über der Mitte der Auster, etwas rechts der Mittellinie (roter Punkt in der Abbildung). Nachdem die obere (flache) Schale entfernt ist, kann die Auster angerichtet werden.

## Verzehr

### Lebende Austern
Der Lebendverzehr ist eine Verzehrsvariante. Wenn Austern roh verzehrt werden, dann sollten sie noch lebendig sein, um möglichen Vergiftungen vorzubeugen.

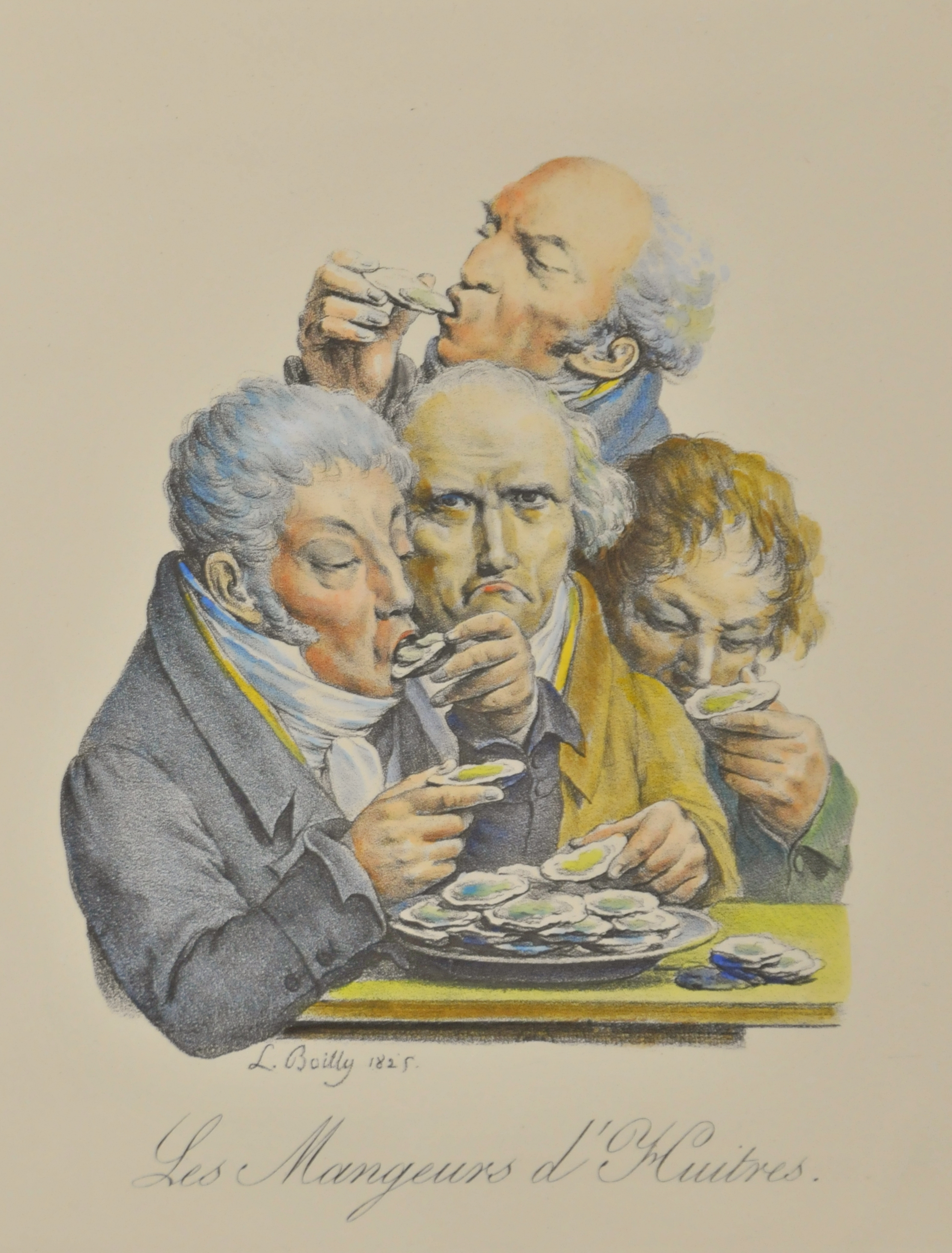
Louis-Léopold Boilly: Les Mangeurs d'Huitres (Die Austernesser)

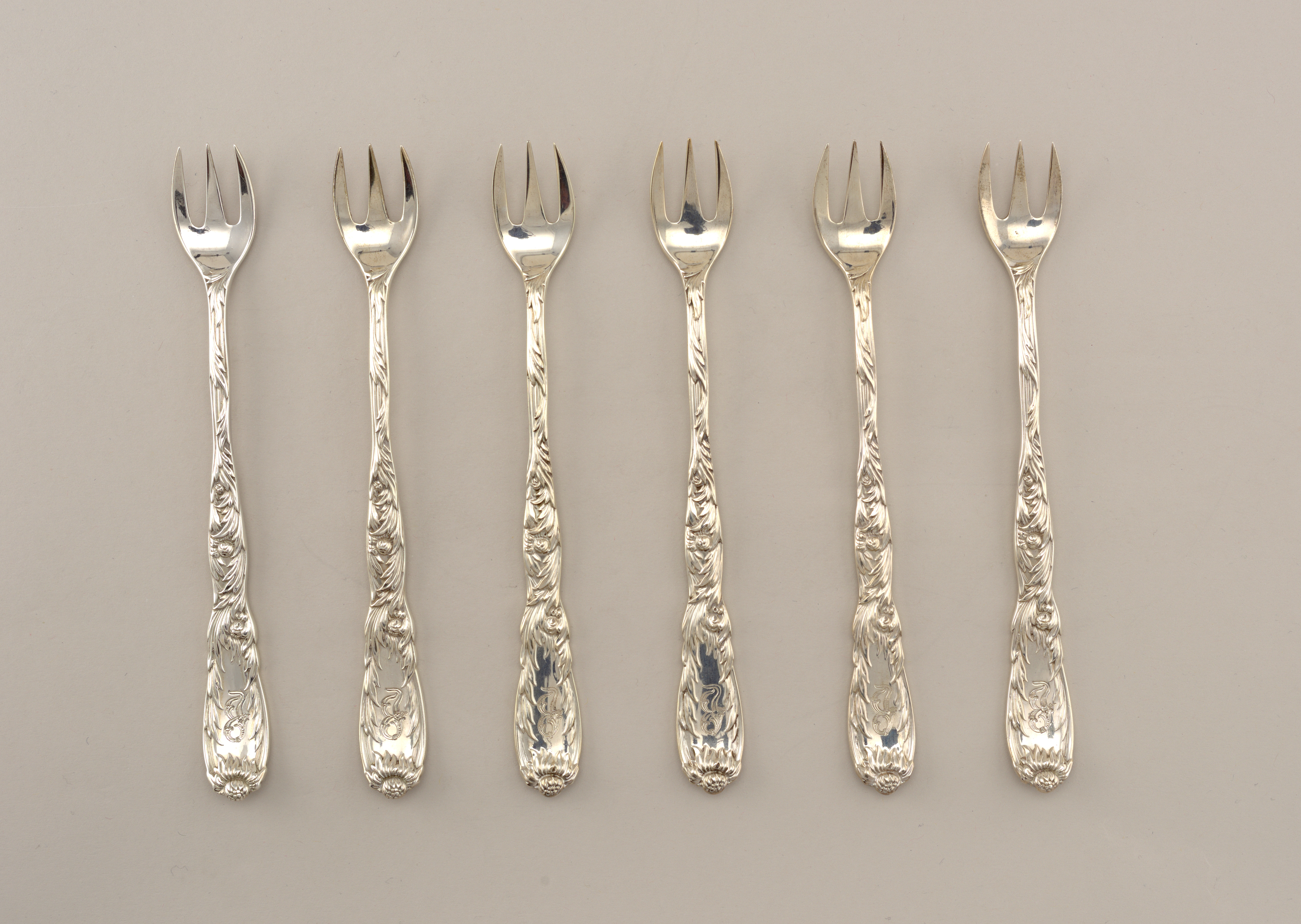
Austerngabeln aus Silber

Servieren: Rohe Austern werden normalerweise auf zerstoßenem Eis serviert. Das hat zum einen optische Gründe, verhindert aber auch, dass das in der Auster vorhandene Meerwasser ausläuft. Das Eis ist nicht erforderlich, um das Verderben der Auster zu verhindern, und beeinträchtigt den Geschmack, weshalb die Verwendung zweifelhaft ist. Häufig wird der zum Schutz und zur Fixierung der Tiere verwendete Seetang aus dem Austernkorb als Dekoration verwendet. Die oberen Schalen sind entfernt und werden in der Regel nicht mitserviert.
Schlürfen: Beim Servieren ist das Weichtier entweder bereits vollständig von der Schale, in der es liegt, gelöst worden oder es ist noch mit deren gewölbter, unterer Hälfte verbunden. In diesem Fall wird mit der Austerngabel das Fleisch vom verbliebenen Teil des Schließmuskels gelöst. Mittels der Gabel kann das Austernfleisch in den Mund befördert werden. Das sogenannte Schlürfen ist eine weitere Möglichkeit, das bereits gelöste Austernfleisch aufzunehmen: Mit der Hand wird die flache Seite der Austernschale zum Mund geführt und ihr Inhalt in einem Zug geschlürft. In jedem Fall sollte das Austernfleisch nicht sofort geschluckt, sondern wie andere feste Nahrung gekaut werden.
Brot: Austern sättigen wegen ihres niedrigen physiologischen Brennwerts von ca. 272 kJ pro 100 g in geringen Mengen kaum. Daher werden üblicherweise als Energielieferant spezielles Austernbrot (ein dunkles Roggenmischbrot) und Butter mitserviert. Dieses Brot hat jedoch nicht nur die Funktion der Energiezufuhr, sondern dient auch dazu, einen geschmacklichen Kontrast zur Auster zu liefern, ohne einen zu starken Geschmack im Mund zu hinterlassen (dann würden nachfolgende Austern nicht mehr schmecken).
Zitrone: Traditionell wird den Austern ein Stück Zitrone beigegeben. Einige Konsumenten beträufeln damit das Fleisch, um zu überprüfen, ob die Auster tatsächlich noch lebt. Ist dies der Fall, so zieht sich beim Beträufeln der äußerste Teil der Muschel, der Bart, leicht zusammen. Diese Art der „Frischeprüfung“ ist nicht sehr sicher und folglich auch nicht sehr sinnvoll. Außerdem dominiert der kräftige Zitronensaft den eher zarten Eigengeschmack des Fleisches.
Vinaigrette: In Frankreich ist es üblich, eine Vinaigrette mitzuservieren, die meist aus Essig und gehackten Schalotten besteht. Diese Flüssigkeit, aber auch die scharfen Schalotten überdecken den subtilen Geschmack der Austern und ist daher umstritten.
Austernwasser: In der Austernschale befindet sich normalerweise eine Flüssigkeit. Bei der handelt es sich um gewöhnliches Salzwasser, das die Auster aus dem Meer mitgebracht hat. Bevorzugt man salzige Speisen, so schlürft man das Salzwasser mit, andernfalls schüttet man es diskret ins Eis. Es handelt sich dabei nicht um das – angeblich kostbare – „Austernwasser“. Letzteres wird heutzutage nicht mehr verwendet. Austernwasser entsteht, wenn man die Auster von der unteren Schale trennt und dann mindestens 30 Minuten lang stehen lässt. Durch die Verletzung des unteren Schließmuskels „blutet“ die Auster, die Schale füllt sich mit einer milchigen Flüssigkeit. Dieses „Austernwasser“ wurde früher gesammelt und getrunken, was heute aber nicht mehr üblich ist.
Geschmack: Da in verschiedenen Küstenregionen unterschiedliche Algenarten vorkommen, variiert der Geschmack von Austern je nach dem Herkunftsort. Austern schmecken stets salzig, wobei bei guten Austern diese Salzigkeit als sehr angenehm empfunden wird. Ferner schmecken Austern nach „Meer“ (le goût de la mer), haben also ein Aroma, das an Meeresluft und Seetang erinnert. Manche Austern haben ein leicht nussiges Aroma, andere einen leichten Unterton nach frischen Gurken oder auch Zitrone. Die Pazifische Felsenauster schmeckt in der Regel „frisch“ bzw. „strahlend“, die Europäische Auster (zum Beispiel Bélon) eher „fleischig“. Auch die Konsistenz der Auster ist ein Qualitätsmerkmal. Das Fleisch soll „fest“ sein, keinesfalls schwammig oder milchig.

### Austerngerichte
Folgende Speisen enthalten Austern in gegarter Form: Angels on horseback, Austernomelett, Austernsauce (Gericht), Hangtown Fry

## Austern und Wein
Als perfekter Begleiter zu Austern gilt ein leichter und völlig trockener Weißwein. Als besonders geeignet gilt in Frankreich der Muscadet de Sèvre et Maine, ein sehr neutraler Wein aus dem westlichen Loiregebiet, den eine leichte Hefenote auszeichnet, auch der etwas rustikalere Gros Plant aus der gleichen Region gilt als geeignet. Ebenfalls werden die Sauvignon Blancs aus den Appellationen Sancerre und Pouilly-Fumé empfohlen, zumindest deren junge und eher schlichten Vertreter. Bei nichtfranzösischen Weinen eignen sich zum Beispiel der Schweizer Fendant, der österreichische Welschriesling und diverse leichte italienische Weißweine, so zum Beispiel Verdicchio dei Castelli di Jesi oder Vermentino di Sardegna.
Als keinesfalls geeignet gelten schwere, aromatische oder süße Weine und alle Rotweine. Zu Austern kann auch Champagner oder ein hochwertiger flaschenvergorener Rieslingsekt getrunken werden, während ein einfacher Sekt oder Prosecco wegen des hohen Kohlensäuregehalts nicht als die perfekte Kombination zu den subtilen Austern gilt. In Belgien wird zu Austern Bier getrunken, besonders die alkoholreichen Trappistenbiere. Ihr leicht süßer und malziger Geschmack ergänzt sich mit dem nussig-salzigen Aroma der Austern. Die Kombination Pilsner und Austern ist nicht üblich. In Irland wird zu Austern gerne Stout getrunken, was wahrscheinlich der belgischen Gewohnheit nahekommt.

## Die „R“-Regel

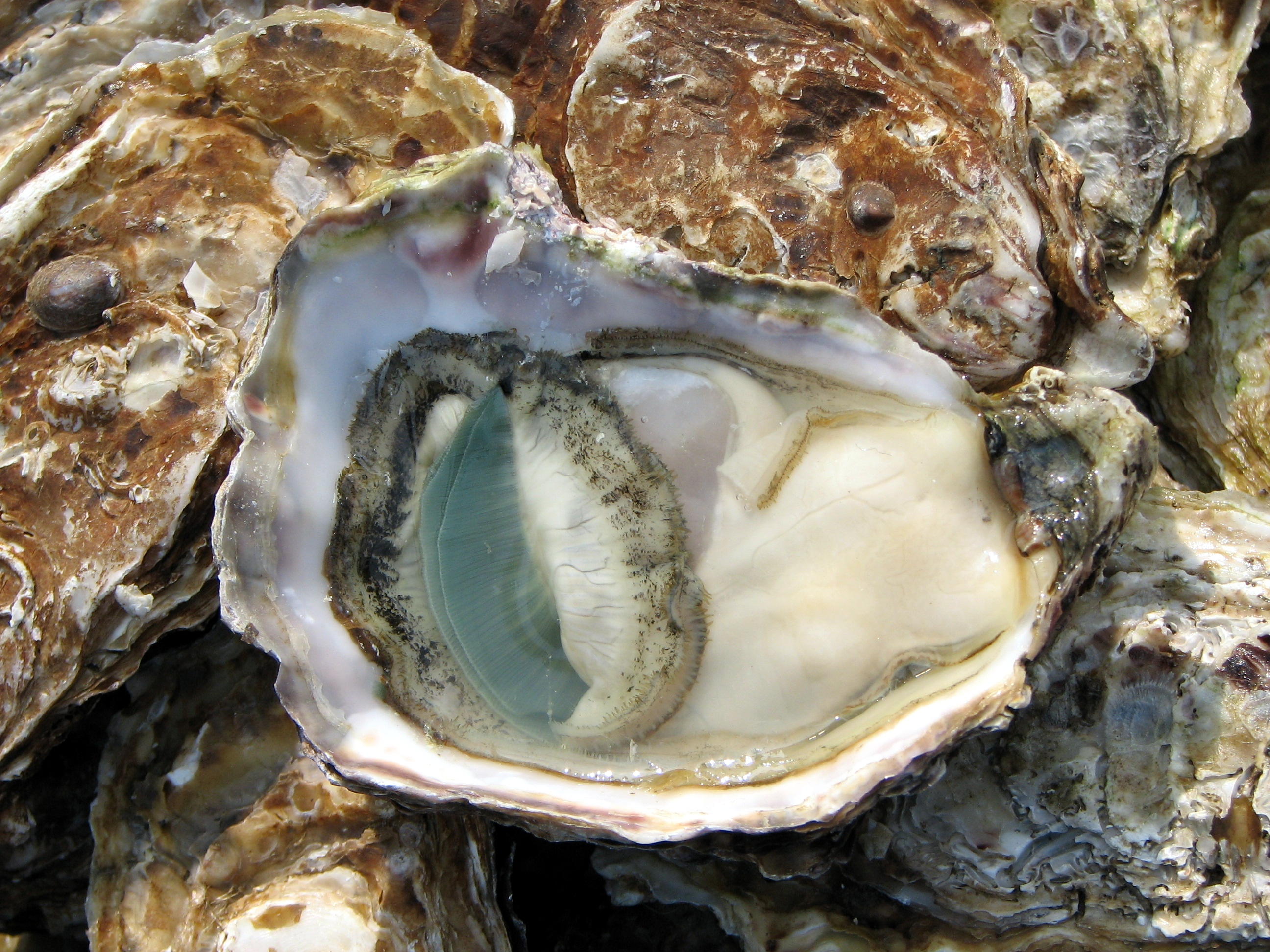
Geöffnete Auster

Es wird oft behauptet, dass man Muscheln nur in Monaten mit einem „R“ im Namen essen soll, also von September bis April. In den Monaten Mai bis August sollte man Austern meiden. Als Begründung wird manchmal vermutet, dass die sommerliche Hitze schädlich wäre. Dies ist falsch. Erstens wirkt die Hitze nicht nur auf Austern, sondern auf alle im Handel befindlichen Meeresfrüchte ein, und zweitens kennt man die Technik der Kühlung mit Eis schon seit der Antike.
Austern laichen im Sommer. In dieser Zeit sind sie milchig, auch verändert sich die Konsistenz des Fleisches. Die Austern wirken weißlich geschwollen und schmecken nicht so gut, wenn sie „in der Milch“ sind. Zwar scheiden die heute üblichen pazifischen Austern den Laich anders als die europäischen Austern nach wenigen Tagen aus, das ändert aber nichts an der Konsistenzveränderung der Austern in dieser Zeit. Offenkundig aufgrund der fehlenden Kenntnisse der Händler findet man milchige Austern in dieser Zeit vorwiegend in Deutschland, nie aber in Frankreich. Dort weicht man auf die nicht fortpflanzungsfähigen triploiden Austern oder auf Austern aus kälteren Gewässern aus.
Die „R“-Regel hat eine völlig andere Ursache. Im 18. Jahrhundert herrschte in Frankreich ein reger Handel mit Austern, die Inlandsnachfrage war hoch und große Mengen wurden nach England und Holland exportiert. In der Folge wurden die Austernbänke so radikal befischt, dass der Bestand gefährdet war. Als Notmaßnahme wurde im Jahr 1759 erlassen, dass in den Monaten Mai bis Oktober keine Austern gefischt werden durften. Diese Maßnahme sollte die Austernbestände während der Laichsaison schonen.
Der Erlass hatte nur teilweisen Erfolg. Als Folge wurden 1766 und 1787 schärfere Verordnungen in Kraft gesetzt, nach der in manchen französischen Regionen zwischen dem 1. April und dem 15. Oktober keine Austern gefischt werden durften. Diese Maßnahmen waren der Anlass für die volkstümliche „R“-Regel.
Heutzutage müssen die Austern während der Laichsaison nicht geschont werden, da die Austernkulturen meist mit Saataustern aus Zuchtbetrieben aufgebaut werden, die in sehr großer Menge zur Verfügung stehen. Und da die heutigen Austern im Sommer nicht schlechter schmecken als im Winter kann man sie in jedem Monat des Jahres genießen. Manche Kenner meinen, dass Austern im Mai (einem Monat ohne „R“) am besten schmecken und im September (einem Monat mit „R“) am schwächsten.